# René Mathelin
Pour les articles homonymes, voir Mathelin.
René Mathelin est un directeur de la photographie français.

## Biographie
René Mathelin débute comme deuxième assistant opérateur sur Tête blonde de Maurice Cam (1950) et exerce également comme premier assistant opérateur ou cadreur dans les années 1950. Durant cette même période, il est chef opérateur de quelques courts métrages documentaires, dont Rentrée des classes de Jacques Rozier (1956).
Son premier long métrage comme directeur de la photographie est Adieu Philippine du même Jacques Rozier (1962). Ultérieurement, il collabore à plusieurs reprises avec Yves Robert, notamment sur Alexandre le bienheureux (1968) et Le Grand Blond avec une chaussure noire (1972).
Parmi ses films français (ou en coproduction) des années 1970, on peut citer également Max et les Ferrailleurs de Claude Sautet (1971), Le Magnifique de Philippe de Broca (1973) et La Gueule de l'autre de Pierre Tchernia (1979), son dernier long métrage.
À la télévision française, il contribue à partir de 1962 à des séries, émissions et téléfilms, dont Les Cinq Dernières Minutes (un épisode, 1962), Le Tribunal de l'impossible (quatre épisodes, 1968-1972) et le téléfilm La Maison des autres de Jean-Pierre Marchand (1977).
Ses trois dernières contributions au petit écran, diffusées en 1982, sont deux téléfilms et la mini-série Mozart de Marcel Bluwal.

## Filmographie partielle

### Cinéma

#### Directeur de la photographie
- 1956 : Rentrée des classes de Jacques Rozier (court métrage documentaire)
- 1960 : Thaumetopoea de Robert Enrico (court métrage documentaire)
- 1962 : Adieu Philippine de Jacques Rozier
- 1968 : Alexandre le bienheureux d'Yves Robert
- 1968 : Ne jouez pas avec les Martiens d'Henri Lanoë
- 1969 : Delphine d'Éric Le Hung
- 1969 : Clérambard d'Yves Robert
- 1971 : La Poudre d'escampette de Philippe de Broca
- 1971 : Max et les Ferrailleurs de Claude Sautet
- 1972 : Le Grand Blond avec une chaussure noire d'Yves Robert
- 1973 : Le Magnifique de Philippe de Broca
- 1974 : Le Retour du Grand Blond d'Yves Robert
- 1976 : Un éléphant ça trompe énormément d'Yves Robert
- 1977 : Julie pot de colle de Philippe de Broca
- 1977 : Nous irons tous au paradis d'Yves Robert
- 1978 : Le Sucre de Jacques Rouffio
- 1979 : La Gueule de l'autre de Pierre Tchernia

#### Autres fonctions
- 1950 : Tête blonde de Maurice Cam (2e assistant opérateur)
- 1953 : Minuit quai de Bercy de Christian Stengel (2e assistant opérateur)
- 1954 : Les Lettres de mon moulin de Marcel Pagnol (cadreur)
- 1954 : Adam est... Ève de René Gaveau (cadreur)
- 1955 : Pas de souris dans le bizness d'Henri Lepage (cadreur)
- 1957 : Rendez-vous à Melbourne de René Lucot (documentaire ; cadreur)

### Télévision
Directeur de la photographie

#### Séries
- 1961-1964 : La caméra explore le temps
  - Saison 4, épisode 4 Le Drame de Sainte-Hélène (1961) de Guy Lessertisseur
  - Saison 7, épisode 2 Mata Hari de Guy Lessertisseur
- 1962 : Les Cinq Dernières Minutes épisode 26 : La Mort d'un casseur de Guy Lessertisseur
- 1964 : Cinéastes de notre temps, série documentaire, épisode Jean Vigo de Jacques Rozier
- 1965 : En votre âme et conscience, épisode : La canne à épée de  Marcel Cravenne
- 1968-1974 : Le Tribunal de l'impossible, saison unique, épisode 4 Nostradamus ou le Prophète en son pays (1968) de Pierre Badel, épisode 7 La Passion d'Anne-Catherine Emmerich (1969) de Michel Subiela, épisode 10 La Cité d'Is (1970) de Michel Subiela et épisode 12 La Double Vie de Mademoiselle de la Fay (1974) de Michel Subiela
- 1982 : Mozart, mini-série de Marcel Bluwal

#### Téléfilms
- 1962 : Le Navire étoile d'Alain Boudet
- 1963 : L'Île mystérieuse de Pierre Badel
- 1963 : Tous ceux qui tombent de Michel Mitrani
- 1964 : La Mégère apprivoisée de Pierre Badel
- 1964 : La Cousine Bette d'Yves-André Hubert
- 1965 : La Redevance du fantôme de Robert Enrico
- 1974 : Le président est gravement malade de Jean Ellenstein
- 1977 : La Maison des autres de Jean-Pierre Marchand

## Note
1. ↑  Les sources consultées n'ont pas permis de préciser son état-civil qui reste à compléter.